# Delta Force: Land Warrior
Delta Force: Land Warrior (также известна как Delta Force 3) — компьютерная игра в жанре тактического шутера с видом от первого лица; третья часть серии симуляторов спецподразделения США «Дельта». Разработана и издана компанией NovaLogic эксклюзивно для Windows в 2000 году.
Официальный анонс и презентация геймплея Delta Force: Land Warrior состоялись в мае 2000 года в рамках выставки E3. В качестве основного нововведения разработчиками был заявлен улучшенный игровой движок, поддерживающий аппаратное ускорение трёхмерной графики.
В отличие от предыдущих игр серии, базировавшихся в значительной степени на воксельной графике, в основу Land Warrior лёг гибридный движок, объединяющий в себе преимущества воксельного моделирования ландшафтов и традиционную полигональную графику для прорисовки остальных объектов.
Подзаголовок игры отсылает к ныне упразднённой военной программе Land Warrior (с англ. — «Наземный воин»), в рамках которой предусматривалось оснащение американских военнослужащих высокотехнологичными образцами оружия, средствами связи, навигации и управления.
Официальный релиз Delta Force: Land Warrior в России состоялся 21 марта 2003 года компанией «1С». Локализация была выполнена студией Snowball Interactive, известной своими пародийными адаптациями зарубежных игр. В переработанной русской версии, получившей название «Отряд Дельта: Операция „Спецназ“», игра высмеивает бойцов американского спецназа и проводимые им операции.
В комплект поставки игры входит документированный редактор миссий.
Вышедшая в 2002 году четвёртая игра серии, Delta Force: Task Force Dagger, известная в России как «Отряд Дельта: Операция „Кинжал“», является самостоятельным дополнением к DFLW.

## Игровой процесс

### Жанр
Delta Force: Land Warrior представляет собой шутер от первого лица, рассчитанный как на однопользовательскую, так и на многопользовательскую игру. Жанровая принадлежность игры к тактическим симуляторам довольно условна, признаёт продюсер игры Уэс Экхарт, определяя DFLW как компромисс между сложными тактическими шутерами и более привычными экшенами.

### Мультиплеер
Мультиплеер включает режимы «Смертельный бой», «Царь горы» (и их командные модификации), «Захват флага» и совместное прохождение миссий, рассчитанное на 2-4 игроков.

### Персонажи
В Delta Force: Land Warrior на выбор игроку предлагается один из пяти персонажей, каждый из которых специализируется на определённом виде вооружения и соответствующей тактике боя.
1. Коул «Газовый баллон» Харрис — подрывник/гренадер
2. Эрика «Мако» Свифт — подводный подрывник
3. Райдел «Питбуль» Уилсон — пулемётчик
4. Дженн «Змеиный укус» Танака — специалист по ведению боя в ограниченном пространстве
5. Дэниел «Арбалет» Лоунтри — снайпер

### Экипировка
На выбор экипировки отведено 6 слотов. Основное оружие представлено автоматами (M4, G11, Steyr AUG, AK-47, АПС), пулемётами (M249 SAW, FN MAG), снайперскими винтовками (M82A1, M40, PSG-1), дробовиком Jackhammer, гранатомётом MM-1 и стрелково-гранатомётным комплексом OICW.

### Миссии
В плане игрового процесса Land Warrior, третья игра серии, не претерпела существенных изменений по сравнению с предыдущими частями Delta Force. Как и прежде, баталии разворачиваются на обширных территориях со сложным ландшафтом, что предоставляет игроку множество тактических возможностей. Перед началом каждой миссии игроку даётся краткий инструктаж (в текстовой и голосовой формах), включающий сведения о задачах, которые необходимо выполнить для успешного завершения задания. Задания миссий включают уничтожение незаконных вооружённых формирований и боевой техники, саботаж, диверсию, освобождение заложников и др.
Сюжет кампании, насчитывающей 19 миссий, повествует о борьбе американского спецназа с международной террористической организацией «Новый рассвет» и их пособниками в лице группировки «Вооружённый народный фронт». Задания происходят в нескольких точках.

## Русская локализация
В июле 2002 года студия Snowball Interactive объявила о начале работ по локализации игры Delta Force: Land Warrior. Сообщалось, что в России шутер выйдет под названием «Отряд Дельта: Операция „Спецназ“» осенью того же года в рамках сотрудничества с фирмой «1С». Впоследствии дата релиза дважды переносилась без объяснения причин и в итоге была назначена на март 2003 года.
В озвучивании русской версии игры принимали участие Владимир Вихров, Лариса Гребенщикова, Владислав Копп, Дмитрий Назаров и другие.

## Критические отзывы
| Сводный рейтинг         | Сводный рейтинг             |
| Агрегатор               | Оценка                      |
| ----------------------- | --------------------------- |
| GameRankings            | 71,93 %                     |
| Metacritic              | 74 %                        |
| MobyRank                | 76 %                        |
| Иноязычные издания      |                             |
| Издание                 | Оценка                      |
| ActionTrip              | 5,9/10                      |
| AllGame                 | [ 18 ]                      |
| CGM                     | [ 19 ]                      |
| CGW                     | [ 20 ]                      |
| GamePro                 | [ 21 ]                      |
| GameRevolution          | C+                          |
| GameSpot                | 7,3/10                      |
| GameSpy                 | 83 %                        |
| IGN                     | 7,3/10                      |
| PC PowerPlay            | 75 %                        |
| PC Zone                 | [ 26 ]                      |
| The Adrenaline Vault    | [ 27 ]                      |
| The Electric Playground | 7/10                        |
| Game Over Online        | 84 %                        |
| GameBlitz               | 95 %                        |
| GameGenie               | [ 31 ]                      |
| GamerWeb                | 8/10                        |
| Gamezilla!              | 72 %                        |
| GamingExcellence        | 8,7/10                      |
| Joystick                | 30 %                        |
| Русскоязычные издания   |                             |
| Издание                 | Оценка                      |
| Absolute Games          | 70 %                        |
| Game.EXE                | [ 37 ]                      |
| «Игромания»             | 6/10                        |
| «НИМ»                   | 7,4/10                      |
| «Страна игр»            | 7,7/10                      |
| Награды                 |                             |
| Издание                 | Награда                     |
| PC Zone                 | Award for Excellence        |
| The Wargamer            | Лучшая экшен-игра 2000 года |

Delta Force: Land Warrior получила в целом благоприятные отзывы в профильной прессе. Сводный рейтинг игры, выведенный агрегатором MobyGames на основании 35 рецензий, составил 76 %. Схожая оценка приведена и на Metacritic — 74 %. Land Warrior удостоилась звания лучшей игры в своём жанре по версии британского издания PC Zone, а также была признана лучшей экшен-игрой года по версии сайта The Wargamer, обойдя в этой номинации SWAT 3 и No One Lives Forever.

### Зарубежная пресса
Марк Дульц (CNET Gamecenter), присудивший игре 6 баллов из 10, посетовал на слабую графику, однообразие геймплея и общую линейность.

### Российская пресса
Обозреватель журнала «Страна игр» Лев Емельянов, присвоивший игре 8 баллов из 10, восторженно отозвался о разнообразии доступного арсенала: «Богатейший выбор винтовок, автоматов, пистолетов и гранат, в сочетании с возможностью самостоятельно экипироваться, — просто рулез!». Также рецензент высоко оценил широкий географический охват миссий, отметив при этом, что «каждая локация сделана и озвучена по-своему, местный колорит просто шибает в органы чувств». С этой характеристикой резко контрастирует отзыв Дениса Давыдова (Absolute Games), назвавшего дизайн миссий «никудышным», а геймплей — «еле живым» и лишённым атмосферы.
Другой обозреватель «Страны игр», Дмитрий Эстрин, отметил, что игру можно рассматривать как симулятор спецназа или реалистичный 3D-action, и добавил, что в этот раз она «значительно больше похожа на игру, чем на демонстрацию воксельных технологий».
Александр Башкиров (Game.EXE), указав на достоинства предыдущих частей Delta Force, «перемигивающихся вспышками таких батальных сцен, которых не увидишь больше нигде и никогда», обвинил разработчиков Land Warrior в пренебрежении удачными наработками серии. В итоге, как отметил рецензент, под видом продолжения спецназовской игры NovaLogic выпустила заурядный шутер, «нечто среднее между Quake III и симулятором двуногих роботов повышенной проходимости». Контртеррористические операции в закрытых пространствах, по выражению критика, «неминуемо вырождаются в кровавую мясорубку, в аркаду на уничтожение, где о стратегии и думать нечего, а о тактике приходится забыть».

### Комментарии
1. ↑  Знак отличия, присуждаемый лучшим представителям своего жанра[26].
2. ↑  Средний балл, выведенный из четырёх оценок редколлегии журнала, составил 7,7 из 10.